# ريتش ويلكس
ريتش ويلكس (بالإنجليزية: Rich Wilkes)‏ هو كاتب سيناريو أمريكي، ولد في 1966 في برينستون في الولايات المتحدة.

## وصلات خارجية
- ريتش ويلكس على موقع IMDb (الإنجليزية)
- ريتش ويلكس على موقع ألو سيني (الفرنسية)
- ريتش ويلكس على موقع أول موفي (الإنجليزية)
- ريتش ويلكس على موقع قاعدة بيانات الأفلام السويدية (السويدية)
- ريتش ويلكس على موقع قاعدة بيانات الفيلم (الإنجليزية)
- ريتش ويلكس على موقع كينوبويسك (الروسية)